# سگ گله کاتالونیایی
سگ گله کاتالونیایی (به انگلیسی: Catalan Sheepdog)، نام یکی از نژادهای سگ است که خاستگاه آن به اسپانیا بازمی‌گردد.